# شاكر الشرقاوي
شاكر الشرقاوي (مواليد بغداد، 1957) هو شاعر شعبي عراقي نشأ تحت رعاية أبيه الحاج وادي الفرطوسي وهو من الوجهاء، وكان شاكر الشرقاوي شاعرًا رسامًا وخطاطًا، وشارك في الفرقة المدرسية للتمثيل ليكسر المقولة الشائعة (أن أغلب الشعراء أميون).

## التعليم
أكمل دراسته الإعدادية عام 1979 لينتقل إلى كلية التربية الجامعة المستنصرية وليتخرج منها عام 1983، ثم عمل مدرسًا في محافظة واسط إلا أن الظروف القاسية أجبرته على الرحيل إلى خارج العراق حيث تغيرت نبرة الشعر ليطفي الشوق والحنين إلى بغداد والأهل.

## أعماله
- غربة وأغتراب ـ شعر شعبي
- بيوت العنكبوت ـ أبوذيات
- أريج الأقحوان ـ أبوذيات
- سجع الحروف ـ موالات
- ضلال الكاردينيا ـ ومضات
- مجموعة الأهازيج الشعبية